# Valmy (métro de Lyon)
Pour les articles homonymes, voir Valmy.
Valmy est une station de métro française de la ligne D du métro de Lyon, située place Valmy le quartier de Vaise dans le 9e arrondissement de Lyon, préfecture de la région Auvergne-Rhône-Alpes.
Elle est mise en service en 1997, lors de l'ouverture à l'exploitation du prolongement de la ligne D vers le nord depuis la station Gorge de Loup.

## Situation ferroviaire
La station Valmy est située sur la ligne D du métro de Lyon, entre les stations Gare de Vaise et Gorge de Loup.

## Histoire

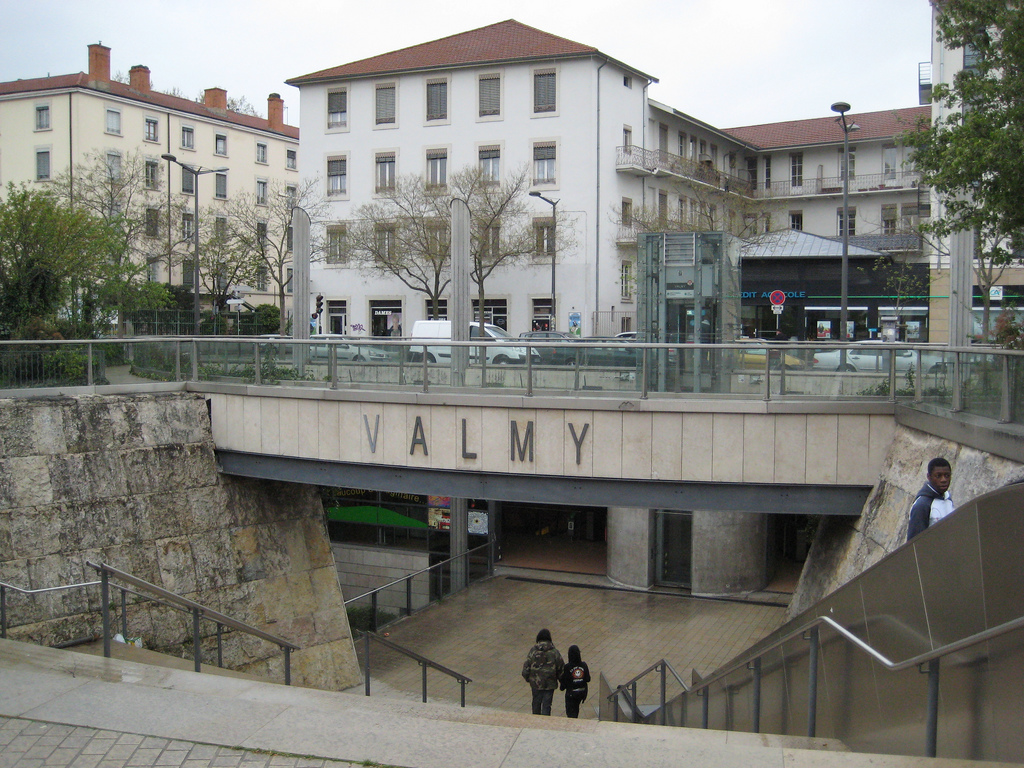
Entrée principale de la station.

La station « Valmy » est mise en service le 28 avril 1997, lors de l'ouverture officielle de l'exploitation du prolongement de la ligne D du métro de Lyon de la station Gorge de Loup à la station Gare de Vaise.
Construite en tranchée ouverte sur la partie ouest de la ligne forée au tunnelier, elle est édifiée suivant un plan de deux voies encadrant un quai central, configuration qu'on ne retrouve à Lyon que sur deux autres stations de la ligne D : Bellecour et Grange Blanche. La station a été dessinée par le cabinet d'architecture Pierre Vurpas et associés associé à l'artiste Jean-Philippe Aubanel avec une mise en lumière conçue par l'agence Hutinet. Le quai central est composé de 1008 dalles rétroéclairées recouvertes de verre de Saint-Just leur donnant une couleur bleue,. À hauteur des portes, douze dessins composés de neuf dalles chacun ont été réalisés par sablage de la surface colorée et représentent de façon stylisée des éléments du milieu aquatique,.
La station est équipée dès l'origine d'ascenseurs pour les personnes à mobilité réduite et de portillons d'accès depuis le 18 octobre 2005. Il n'y a pas de personnel, des automates permettent l'achat et d'autres le compostage des billets.

## Service des voyageurs

### Accueil
La station compte trois accès donnant tous sur la mezzanine. Le principal accès est celui de la place Valmy avec son grand escalier en amphithéâtre sur le flanc est de la station. On trouve aussi deux accès secondaires : au nord de la place au niveau du rond-point coupant la rue Marietton et sur lequel débouche les rues de Bourgogne, du sergent Michel-Berthet, Roquette, des Tanneurs et la grande rue de Vaise ; au sud au niveau de la mairie du 9e arrondissement vers le carrefour entre les rues du sergent Michel-Berthet et du Bourbonnais. Elle dispose dans la mezzanine de distributeur automatique de titres de transport et de valideurs couplés avec les portillons d'accès.

### Desserte
Valmy est desservie par toutes les circulations de la ligne.

### Intermodalité
La station est desservie par six lignes du réseau Transports en commun lyonnais (TCL), la ligne de trolleybus C14 et les lignes de bus C6, 2, 5, 31 et 90, cette dernière marquant son terminus à proximité à l'arrêt Valmy - Place Ferber. La nuit, la ligne de bus Pleine Lune PL3 est de passage.
Outre les rues et places avoisinantes, elle permet de rejoindre à pied différents sites, notamment : la mairie du 9e arrondissement, une médiathèque et le Conservatoire national supérieur de musique et de danse de Lyon.

## Archéologie
Les fouilles préventives réalisées entre décembre 1992 et juin 1993 dans le cadre des travaux de construction de la station ont permis de mettre au jour d'importants vestiges allant de l'Antiquité jusqu'au Moyen Âge : Y sont découvertes des traces d'habitations montrant que le site fut habité entre le Ier et le IIe siècle puis fut abandonné puis occupé par une nécropole entre le IIIe et le VIIe siècle. Des fondations d'habitations et de nombreuses sépultures et sarcophages y sont découverts.